# Osmanska banken
Osmanska banken var namnet på Osmanska rikets centralbank i Konstantinopel (Istanbul). Den 26 augusti 1896 ockuperades banken av 26 armenier för att påkalla världens uppmärksamhet till de massakrer som skedde i osmanska Armenien.

## Ockupationen av Osmanska banken
Under 1896 fortsatte massakrerna på armenierna i osmanska Armenien. Då trädde det armeniska nationalrevolutionära partiet Dasjnaktsutiun, Armeniska revolutionsfederationen, fram och för att kunna tvinga stormakterna att ingripa beslöt sig man att med en djärv aktion ockupera Osmanska banken i Konstantinopel, vilken var en av de viktigaste internationella handelsinstitutionerna i Orienten.
Viktor Berard skriver: "Efter sex månader av ständiga massakrer, samtidigt som Europa låtsades att Armenienfrågan redan var löst, beslöt sig armenierna att visa Europa att den armeniska frågan fortfarande existerade men att det inte längre fanns någon osmansk regering."
På onsdagen den 26 augusti 1896, klockan 13.00, ockuperade 26 armenier ur dasjnak-partiet under ledning av Babgen Siuni, efter att ha skjutit bankvakterna i Osmanska bankens byggnad i Konstantinopel. Babgen Siuni dog vid denna initiala attack mot banken och Armen Garo Pastermatjan övertog ledningen för gruppen i försvarandet av byggnaden mot regeringsstyrkorna vilka ville återta byggnaden.
Revolutionärerna skickade samma dag ett brev till de europeiska stormakterna i vilket man skrev det följande: "Vi är nu i Osmanska bankens byggnad och kommer inte att utrymma den innan sultanen ger löfte om att åtgärda våra krav och överlåta lösningen av Armeniens fråga till en internationell domare. Annars kommer vi på den tredje dagen att spränga oss själva och banken i luften."
Under denna aktion behandlades bankpersonalen väl och man talade om för dem att: "Vi har inget otalt med er och ni behöver inte alls vara rädda. Vi vill ha varken bankens pengar eller dess värdeföremål. Vi vill endast diktera våra krav och önskemål till den osmanska regeringen."